# 薩哈貢
薩哈貢是哥倫比亞的城市，位於該國北部，由科爾多瓦省負責管轄，距離蒙特里亞69公里，始建於1776年，面積992平方公里，海拔高度71米，2005年人口137,527。

## 外部連結
- （西班牙文） Gobernacion de Cordoba - Sahagún[]
- （西班牙文） Sahagún official website

8°57′N 75°27′W / 8.950°N 75.450°W